# 2017 en hockey sur glace
Cette page présente les éléments de hockey sur glace de l'année 2017, que ce soit d'un point de vue rencontres internationales ou championnats nationaux. Les grandes dates des différentes compétitions sont données ainsi que les décès de personnalités du hockey mondial.

## Autres

### Fins de carrière
- 9 février : Martin Havlát.
- 19 février : Ilia Gorokhov.
- 23 février : Steve Hirschi.
- 28 mars : Ronny Arendt.
- 31 mars : Patrik Eliáš.
- 8 avril : Marc-André Bernier.
- 8 avril : Codey Burki.
- 8 avril : Nicola Fontanive.
- 8 avril : Bryan Bickell.
- 21 avril : Brad Moran.
- 5 mai : Miroslav Blaťák.
- 20 mai : Marton Vas.
- 25 mai : Steve Ott.
- 28 mai : Craig Cunningham.
- 10 juin : Niko Kapanen.
- 14 juin : Daniel Cleary.
- 15 juin : Steve Eminger.
- 24 juin : Jeff Hoggan.
- 24 juin : Paul Bissonnette.
- 24 juin : Francis Wathier.
- 13 juillet : Andrew Ference.
- 17 juillet : Brian Campbell.
- 22 juillet : Paul Savary.
- 1er août : Aleksandr Siomine.
- 3 août : Mike Fisher.
- 13 août : Pierre-Luc Létourneau-Leblond.
- 14 août : Matt Greene.
- 16 août : Derrick Walser.
- 17 août : Erik Christensen.
- 17 août : Benoît Gratton.
- 17 août : Daniel Kreutzer.
- 17 août : Gary Steffes.
- 21 août : Mikko Jokela.
- 30 août : Shane Doan.
- 31 août : Jared Nightingale.
- 9 septembre : Corey Syvret.
- 12 septembre : Ryan Carter.
- 13 septembre : Vernon Fiddler.
- 27 septembre : Jeff Tambellini.
- 3 octobre : Ville Leino.
- 3 octobre : Edgars Masaļskis.
- 6 octobre : Tuomas Pihlman.
- 30 octobre : Mark Streit.
- 2 novembre : Mikael Tellqvist.
- 19 novembre : Martin Cibák
- 30 novembre : Derek Dorsett.
- 14 décembre : Chris Neil
- 21 décembre : Konstantine Gorovikov

### Décès
- 2 janvier : Ronald E. Smith[1].
- 4 janvier : Milt Schmidt[2].
- 10 janvier : Ken Wharram[3].
- 3 février : Bob Stewart[4].
- 10 février : Mike Ilitch[5].
- 16 février : Josef Augusta[6].
- 28 février : Vladimir Petrov[7].
- 5 avril : Ilkka Sinisalo[8].
- 8 mai : John David Molson[9].
- 10 mai : Ted Hibberd[10].
- 11 mai : Aleksandr Bodounov[11].
- 21 mai : Bill White[12].
- 2 juin : Gordon Christian[13].
- 15 juin : Danny Schock[14].
- 20 juin : Sergueï Mylnikov[15].
- 24 juin : Nils Nilsson[16].
- 29 juin : Dave Semenko[17].
- 29 juillet : Maurice Filion[18].
- 6 août : Daniel McKinnon[19].
- 12 août : Bryan Murray[20].
- 10 septembre : Pierre Pilote[21].
- 11 septembre : Jeff Parker[22].
- 17 octobre : Dunc Rousseau[23].
- 21 novembre : Hugh Currie[24].
- 10 décembre : Zarley Zalapski[25].
- 26 décembre : Johnny Bower[26].